# Comperia alfierii
Comperia alfierii är en stekelart som först beskrevs av Mercet 1925.  Comperia alfierii ingår i släktet Comperia och familjen sköldlussteklar. Inga underarter finns listade i Catalogue of Life.